# Kinó (álbum)
Kinó (en ruso: Кино), conocido por los fanáticos como Chorny albom (en ruso: Чёрный альбом que significa "El Álbum Negro") es el octavo y último álbum de estudio del grupo de rock soviético Kinó. Fue lanzado en diciembre de 1990 por Metadigital en vinilo. La versión de demostración en bruto fue grabada en el pueblo de Letonia, Plieņciems poco antes de la muerte del líder Víktor Tsoi en un accidente de coche. Los miembros restantes de Kinó completaron el álbum como un tributo a Tsoi.
El productor del álbum fue Yuri Aizenshpis dijo que el demo con la voz grabada de Víktor sobrevivió al accidente de auto. Pero el guitarrista de la banda Yuri Kasparyan, disputó esto y declaró que estaba en su coche.
Originalmente fue lanzado en vinilo por el estudio Metadigital en diciembre de 1990. En este vinilo original no se dieron nombres de pista, sólo el texto "Productor: Yu. Aizenshpis" y una foto de la banda. Una hoja lírica fue incluida, pero las canciones no fueron tituladas. Los nombres de la pista fueron revelados en la reedición 1994 del CD por Moroz, siendo escogidos por varios fans.
Existen 2 versiones del disco. La primera, el demo, fue grabada en Plieņciems, pero no se publicó hasta 2002, bajo el nombre de El Álbum Blanco (Белый альбом). La segunda, regrabada por la banda pocos meses después de la muerte de Tsoi y publicada por Metadigital, es la que todo el mundo conoce y la que lleva los nombres El Álbum Negro y Kino.

## Pistas
1. "Кончится лето" / Konchitsya leto / (El verano está acabando) – 5:55
2. "Красно-жёлтые дни" / Krasno-Zholtyye dni / (Días rojizos de oro) – 5:49
3. "Нам с тобой" / Nam s toboy / (Tú y yo) – 4:49
4. "Звезда" / Zevezda / (Estrella) – 4:29
5. "Кукушка" / Kukushka / (Cuko/Cuco) – 6:39
6. "Когда твоя девушка больна"  / Kogda tboya devushka Bol'na / (Cuándo tu novia esta enferma) – 4:20
7. "Муравейник" / Muraveynik / (Hormiguero) – 5:17
8. "Следи за собой" / Sledi za soboy / (Cuídate) – 4:59
9. "Сосны на морском берегу" / Sosny na morskom beregu / (Pinos en la Orilla de Mar) – 5:16
10. "Завтра война" / Zavtra voyna /  (Guerra de mañana) – 0:35

Las pistas 9 y 10 fueron añadidas al remaster de 1998 por Moroz. Como se indicó anteriormente, las pistas no tenían nombres hasta 1994, por lo que los fanáticos hicieron sus propios nombres para estas canciones.

## Músicos
- Víktor Tsoi (Виктор Цой) - Voz
- Yuri Kasparyan (Юрий Каспарян) - Guitarra líder
- Igor Tikhomirov (Игорь Тихомиров) - Bajo
- Georgy Guryanov (Георгий Гурьянов) - Batería